# Tunney's Pasture (métro léger d'Ottawa)
Tunney's Pasture est une station intermodale de transport en commun située à Ottawa, en Ontario (Canada). La station permet la correspondance la ligne 1 de l'O-Train et les circuits d'autobus empruntant le Transitway de l'ouest et, dans une moindre mesure, du sud de la ville. 

## Emplacement
La gare est située près de l'intersection de la rue Scott et de l'avenue Holland, sur le campus de bureaux gouvernementaux du pré Tunney, l'un des centres d'emploi les plus importants de la fonction fédérale.

## Histoire

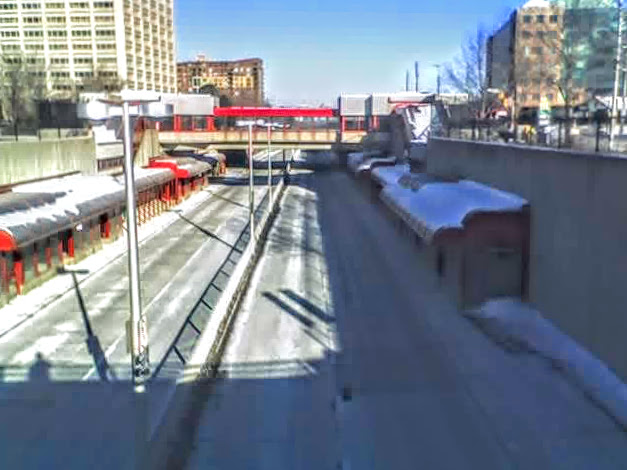
La station Tunney's Pasture était autrefois sur le réseau Transitway.

La station, inaugurée en 1984, est l'une des premières du Transitway. À l'époque, elle est située dans une tranchée creusée dans une emprise occupée autrefois par les voies ferrées du Canadien Pacifique. La station était munie d'un ascenseur pour chaque plate-forme permettant de passer du niveau des quais au niveau de la rue. Une passerelle fermée permettait de franchir la voie des bus à haut niveau de service. 
Le 10 mai 2003, un incendie criminel à la station cause des dommages évalués à un demi million de dollars. L'incendie a entraîné la fermeture partielle de la station pendant plusieurs mois,. 
Le 7 février 2012, une collision survient entre deux bus rapides à l'entrée est de la station, faisant de nombreux blessés. 11 passagers et l'un des chauffeurs sont transportés à l'hôpital. 
Le 24 juin 2016, la station du Transitway a été fermée en vue des travaux de conversion du réseau en train léger. Elle est rouverte en 2019 en tant que terminus ouest de la première phase de la Ligne de la Confédération. 

## Aménagement

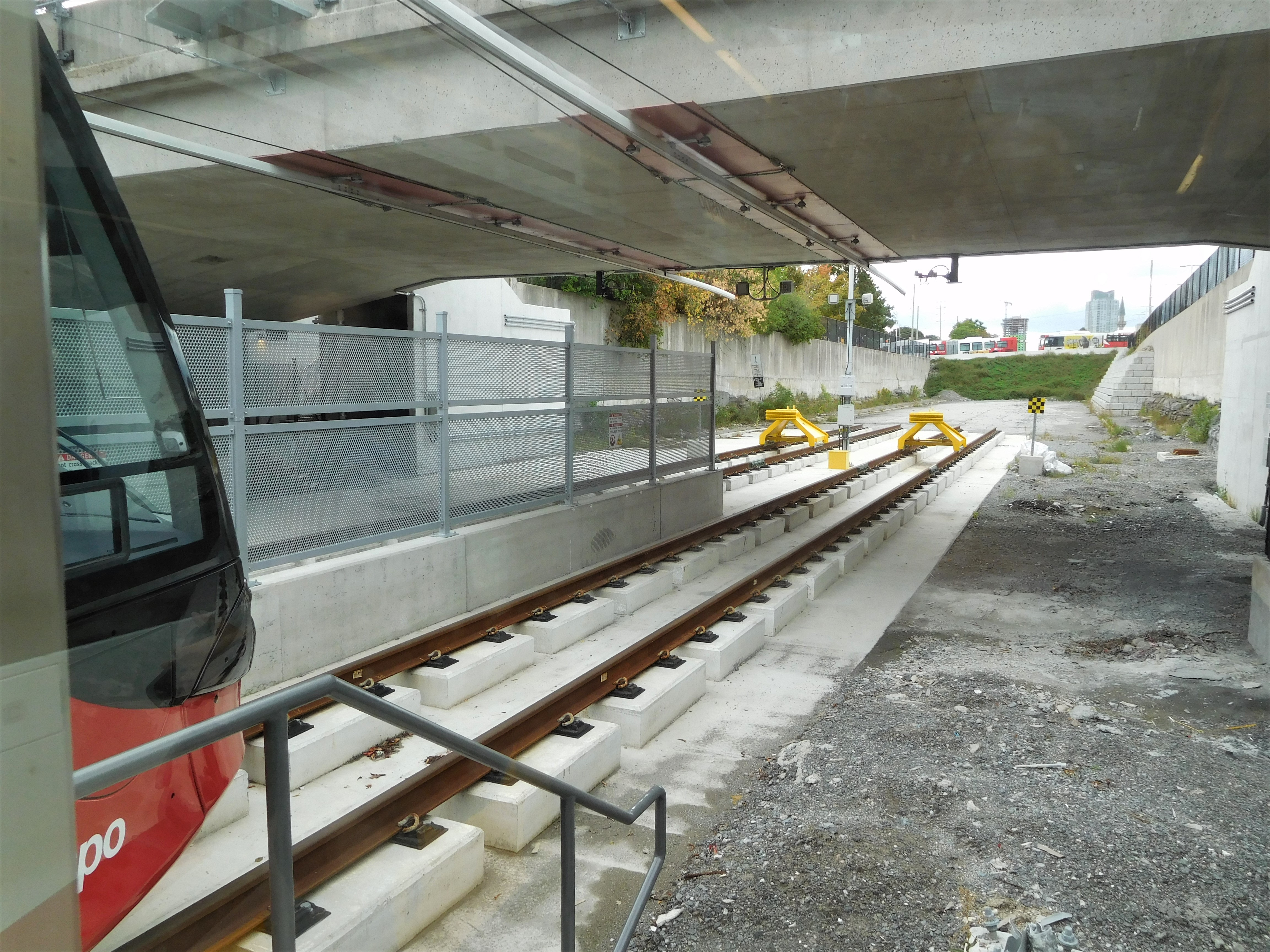
Les voies de la station sont aménagées afin de faciliter un prolongement de la ligne vers l'ouest.

L'accès à la station à partir de la rue Scott et de la promenade Tunney's Pasture se fait par un édicule constitué d'un large hall comprenant la salle de contrôle et les tourniquets. L'édicule donne également accès au terminus d'autobus, permettant ainsi la correspondance intégrée. 
Les quais latéraux se trouvent dans une tranchée. Bien que la station soit terminale, les deux quais sont utilisés pour le débarquement et l'embarquement des passagers. Des écrans indiquent le quai et l'heure de départ du prochain train. 
La station a été érigée de manière à faciliter le prolongement de la ligne vers l'ouest. 
La station présente l’œuvre Gradient Space de Derek Root, un ensemble de mosaïques colorées tapissant les murs de la plate-forme, accompagnée d’un puits de lumière en vitrail. 